# Nicola Trussardi

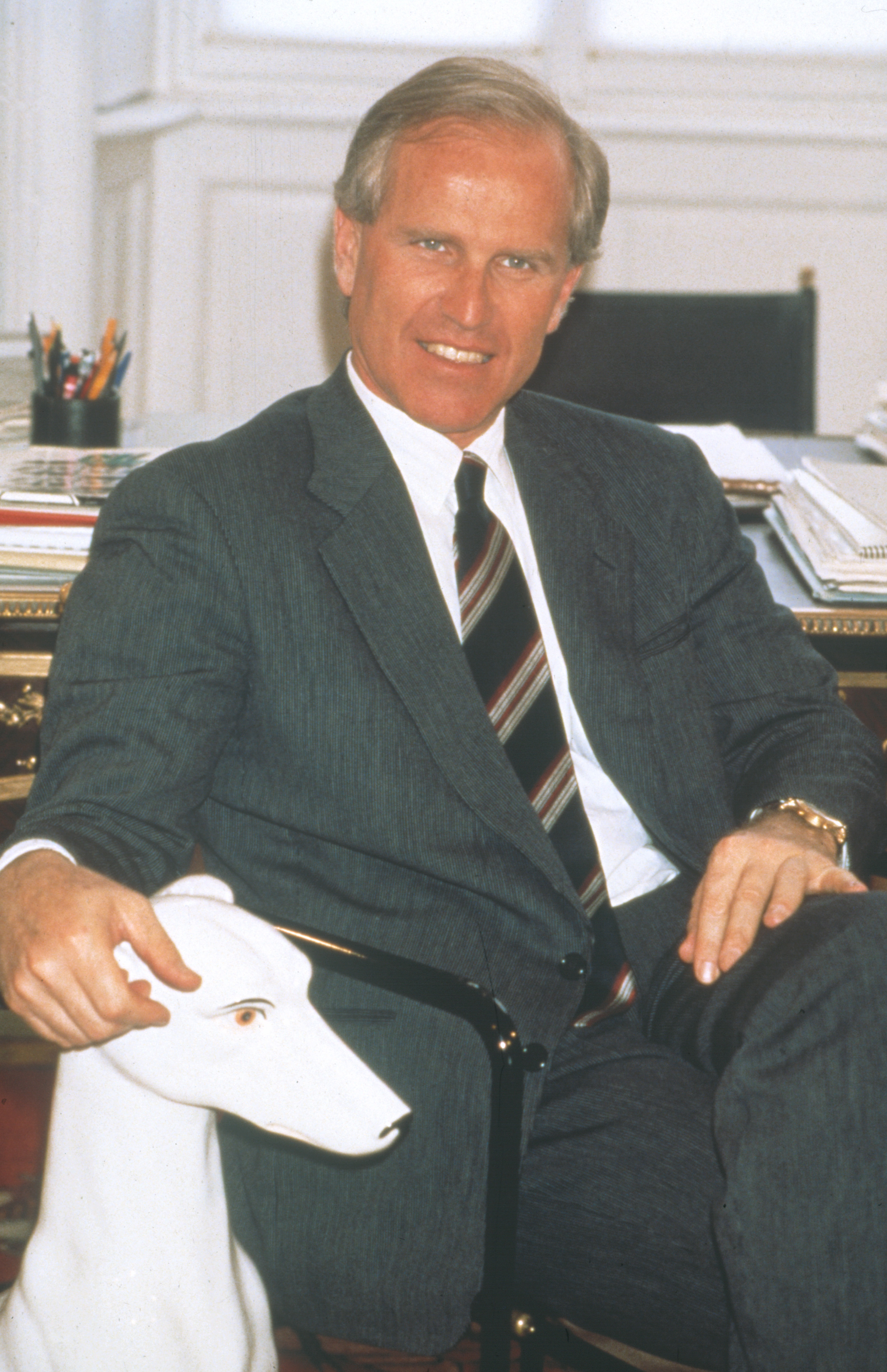
Nicola Trussardi

Nicola Trussardi (Bergamo, 17 juni 1942 - Milaan, 15 april 1999) was een bekende Italiaans modeontwerper.

## Loopbaan
Hij studeerde Economie aan de Katholieke Universiteit van Milaan. In 1970 nam hij het familiebedrijf over: een handschoenenfabriek die in 1910 was opgericht door zijn opa, Dante Trussardi, en maakte er een groot bedrijf van. Hij hield zich naast handschoenen ook bezig met het fabriceren van luxe producten. In 1973 creëerde hij het Trussardi-logo: de greyhound.
Een paar jaar later lanceerde Trussardi een lijn van leren jassen, en in 1980 had hij al heren-vrouwen-sportkleding ontworpen. Trussardi werkt ook voor de luchtvaartmaatschappij Alitalia, waarvoor ze het interieur creëren, en ze maken auto's voor Alfa Romeo.

Er bestaat een stichting de Fondazione Nicola Trussardi die jaarlijks kunsttentoonstellingen organiseert in vrijstaande Milanese panden.

## Lijnen en winkels
Trussardi heeft 2 hoofdlijnen: Trussardi "Casual" en Trussardi Sport. Trussardi Sport wordt wereldwijd verkocht in 48 steden van 11 landen in Europa en Azië. Trussardi Casual wordt wereldwijd verkocht in 19 steden van 11 landen.